# Xanthopimpla verrucula
Xanthopimpla verrucula är en stekelart som beskrevs av Henry Keith Townes, Jr. och Chiu 1970. Xanthopimpla verrucula ingår i släktet Xanthopimpla och familjen brokparasitsteklar. Utöver nominatformen finns också underarten X. v. apheles.